# Gonzalo Joseph Arias-Dávila Coloma
Gonzalo Joseph Arias-Dávila Coloma. (? - 1736). VII Conde de Puñonrostro, VII Conde de Elda, VI Conde de Anna, Marqués de Noguera y de Casasola. Noble español.

## Biografía
Acumuló distintos títulos nobiliarios, además del Condado de Puñonrostro, gracias a la muerte sin descendencia directa del anterior Conde de Elda, Francisco Coloma y Leyva, quien le había nombrado en el testamento poseedor de sus bienes. Así, siguiendo el derecho sucesorio de la época y las disposiciones del mayorazgo de Elda, Petrel y el lugar de Salinas establecido por Joan Coloma i Cardona, Arias-Davila, nieto del IV Conde de Elda, Juan Andrés Coloma, heredó los títulos familiares: Condados de Anna y Elda y Marquesado de Noguera, todo ello a pesar de los pleitos que mantuvieron distintos miembros de la familia, solventados en última instancia a su favor en 1736 por el Consejo de Castilla.
Las realizaciones de su gobierno fueron escasas y residió casi todo el tiempo en Madrid, cerca de la Corte Borbón. Trató de resolver los pleitos territoriales que seguían afectando a las villas de Elda y Petrel, así como a la fijación de los lindes del Marquesado de Noguera.
Nombró sucesor como Conde de Puñonrostro, de Elda, de Anna y señor en el mayorazgo sobre los lugares de Pedreguer, Finestrat, Piles y Palmera a su hijo primogénito Diego Lucas Arias-Dávila Croy.